# 蘇丹蘆葦國家公園
38°14′32″N 35°11′08″E / 38.24222°N 35.18556°E

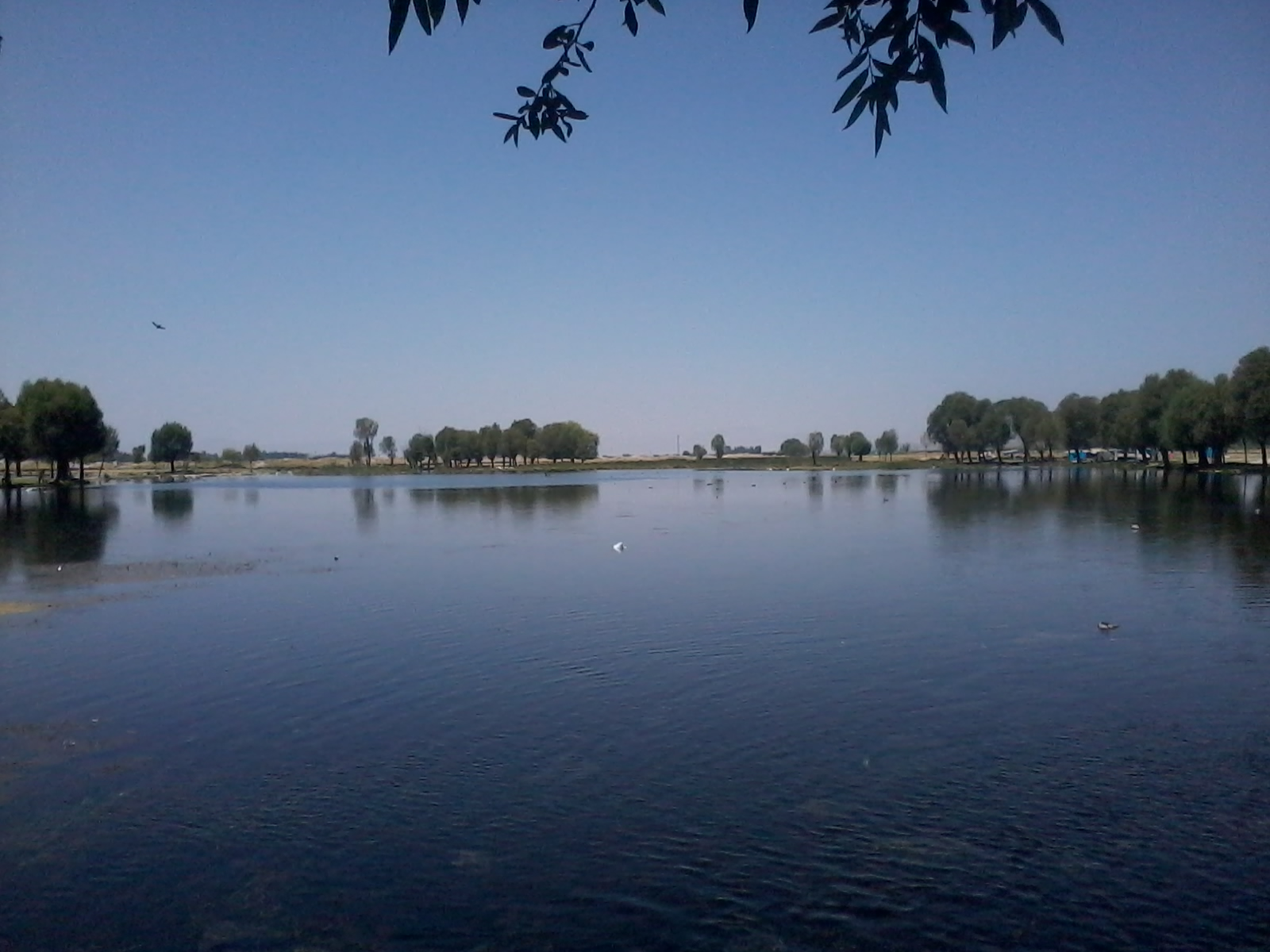

蘇丹蘆葦國家公園是土耳其的國家公園，位於該國中部開塞利省，處於首都安卡拉東南面280公里，成立於2006年3月17日，面積244平方公里。